# Fernanfloo
Fernanfloo, właśc. Luis Fernando Flores Alvarado (ur. 7 lipca 1993 w San Salvador) – salwadorski YouTuber.
Z łącznie ponad 9 miliardami wyświetleń, ponad 541 filmami i 45 milionami subskrybentów jego kanał jest 42. najczęściej subskrybowanym kanałem na YouTube, czwartym najczęściej subskrybowanym kanałem hiszpańskojęzycznym za El Reino Infantil, Badabun i Jueganiemiecki. Jest obecnie najczęściej subskrybowanym kanałem w Salwadorze.

## Kariera
W dniu 1 maja 2011 roku stworzył swój kanał YouTube „Fernanfloo”, którego nazwa jest kombinacją jego Fernando Flores. W wieku zaledwie 18 lat Fernanfloo wkroczył w świat YouTube, przesyłając filmy w formie samouczków, a także krótkie fragmenty scen morderstw. Jednak nie pojawiło się to przez długi czas, ponieważ wkrótce zaczął odnosić filmy do motywów gier wideo i stworzył swoje słynne gameplaye, które uczyniły go sławnym. Jego pierwszy film, zatytułowany Nightmare – Short Action Scene, został opublikowany w tym samym miesiącu. Jego pierwsze filmy na platformie dotyczyły skeczy akcji z efektami specjalnymi. Później zaczął przesyłać inne rodzaje filmów, takie jak gameplay z gier wideo, takich jak Call of Duty, God of War III i Mortal Kombat. W 2015 roku Fernanfloo z BBTV uruchomił aplikację o nazwie The Fernanfloo Game,, który otrzymał 2,3 miliona pobrań w ciągu pierwszego tygodnia od wydania, i w ciągu 24 godzin znalazł się na pierwszym miejscu w 17 krajach. W 2016 roku był nominowany do MTV Millennial Awards 2016 w kategoriach „Cyfrowa Ikona Roku”, przegrywając z Sebastiánem Villalobosem i „Master Gamer”. W 2017 roku ponownie został nominowany do nagrody MTV Millennial Awards 2017, tym razem w kategoriach „Miaw icon of the year” i „Celebrity challenge”, przegrywając odpowiednio z Juanpą Zuritą i CD9. uno de sus mejores amigos es isael que aveces hacen streams juntos W 2017 roku Fernanfloo wziął udział w ekwadorskim filmie Dedicada a mi Ex, krótko grając jako kelner.Ten film został wydany 8 listopada 2019 roku w Ekwadorze. W tym samym roku, poprzez nagranie wideo przesłane 6 sierpnia, ogłosił publikację swojej pierwszej książki, powieści graficznej zatytułowanej Curly está en peligro. Po czterech miesiącach nieobecności przesłał film zatytułowany „Se Acabó” („Skończone”), w którym stwierdził,
że: „Rzeczy naprawdę się zmienią. w ciągu tych siedmiu lat towarzyszyli mi w tej podróży”. Fernanfloo zdecydowało się stworzyć kanał Twitch do streamowania gier, głównie Fortnite. W maju tego samego roku stworzył kolejny kanał YouTube o nazwie „Fernan”, który zawiera klipy z jego streamów na Twitchu. Jednak później wykazał również brak aktywności na Twitchu i od czasu do czasu tworzył treści na obu platformach.
W styczniu 2019 roku ogłosił swoją współpracę z twórcą gier Capcom, aby wziąć udział w remake’u Resident Evil 2, w filmie zatytułowanym „Soy un Zombie” (jestem zombie).
Fernan opowiada, że pojechał do Japonii, aby zrobić makijaż i jego ruchy zostały uchwycone jako jeden z wielu zombie w grze, później w tym samym filmie pojawia się zwiastun promujący 1-Shot Demo. W 2020 roku deweloper BBTV ogłosił uruchomienie Fernanfloo Party.
16 września 2021 r. YouTuber Bambiel, znany z piosenki zatytułowanej „El Rap de Fernanfloo” („Fernanfloo Rap”), we współpracy z Fernanfloo zinterpretowali i opublikowali piosenkę rapową w całości poświęconą hejterom. Teledysk zgromadził ponad 4 miliony odwiedzin i stał się numerem 2 w trendach, później, 24 września 2021 roku, zgromadził 10 milionów odwiedzin.
Fernanfloo gospodarzem Whatdafaqshow w styczniu 2022 r.

## Życie prywatne
Luis Fernando Flores Alvarado urodził się 7 lipca 1993 w San Salvador. Fernanfloo określił się jako agnostyk.